# 同伴行列
線型代数学におけるフロベニウスの同伴行列（どうはんぎょうれつ）あるいはコンパニオン行列（英: companion matrix）とは、n 次モニック多項式
{\displaystyle p(t)=c_{0}+c_{1}t+\cdots +c_{n-1}t^{n-1}+t^{n}}
に対して
{\displaystyle C(p)={\begin{bmatrix}&&&-c_{0}\\1&&&-c_{1}\\&\ddots &&\vdots \\&&1&-c_{n-1}\end{bmatrix}}}
と定義されるn 次行列を言う。慣例的に、基底 v1, …, vn は、C = C(p) が基底を巡回するようにとる。つまり、Cvi = Civ1 = vi+1 (i < n) かつ v1 は K[C]-加群として V を生成する。
文献によってはいま挙げた行列の転置（と双対巡回座標）を採用するものもある。これは線型漸化式に用いるなどの目的でより効果を発揮する。

## 特徴付け
モニック多項式 p から定まる同伴行列 C(p) の固有多項式と最小多項式は p と一致する。このような意味でモニック多項式 p は正方行列 C(p) を〈同伴〉している。
行列 A が適当な体 K の元を成分にもつ n 次行列とすると、以下は同値：
- A はその固有多項式の同伴行列に K 上で相似である。
- A の固有多項式と最小多項式は一致する。
- A の最小多項式の次数は n である。
- Kn = spanK{v, Av, …, An−1v} となるベクトル v が存在する[注釈 1]。
- V = Kn は K[A]-加群として巡回的（かつ V = K[A]/(p(A)) である（このことを以って A は正常 (regular) であるという）。

一般には任意の正方行列 A が同伴行列に相似となるとは限らないが、いくつかの同伴行列 C(p1), …, C(pm) の直和
{\displaystyle R={\begin{bmatrix}C(p_{1})&&\\&\ddots &\\&&C(p_{m})\end{bmatrix}}}
に相似となる。モニック多項式の列 p1, …,  pm は後に続く多項式を割り切るように選ぶことができ、それらは A により一意的に決まる。このようにして得られた区分行列 R を A の有理標準形と呼ぶ（代数閉体上における行列のジョルダン標準形の類似）。

## 対角化可能性
n 次モニック多項式 p が n 個の相異なる根（つまり同伴行列 C(p) の固有値）λ1, …, λn を持つならば、同伴行列 C(p) は 
{\displaystyle VC(p)V^{-1}=\operatorname {diag} (\lambda _{1},\dots ,\lambda _{n})}
と対角化できる。ただし V は λi たちに対応するヴァンデルモンド行列である。

## 線型漸化式
与えられた線型回帰数列の固有多項式が
{\displaystyle p(t)=c_{0}+c_{1}t+\cdots +c_{n-1}t^{n-1}+t^{n}}
であるとき、（転置）同伴行列
{\displaystyle C^{T}(p)={\begin{bmatrix}0&1&0&\cdots &0\\0&0&1&\cdots &0\\\vdots &\vdots &\vdots &\ddots &\vdots \\0&0&0&\cdots &1\\-c_{0}&-c_{1}&-c_{2}&\cdots &-c_{n-1}\end{bmatrix}}}
は、数列の項を一つ進めるという意味で、当該の数列を生成する。式で書けば
{\displaystyle C^{T}{\begin{bmatrix}a_{k}\\a_{k+1}\\\vdots \\a_{k+n-1}\end{bmatrix}}={\begin{bmatrix}a_{k+1}\\a_{k+2}\\\vdots \\a_{k+n}\end{bmatrix}}}
が成立する。
c0 = −1 かつ他の全ての i について ci = 0 のとき、即ち  p(t) = tn − 1 のとき、行列はシルベスターの巡回時計ずらし行列 (cyclic clock shift matrix) になる。
ベクトル (1, t, t2, …, tn−1) は、t が上記固有多項式の根であるとき、固有値 t に属する固有ベクトルである。